# ايساناتوجليا
ايساناتوجليا هي كومونا (بلدية) في ماركي ، إيطاليا .

## تاريخ المدينة
تبعًا للأسطورة ، فإن Esus (اسيوس)، إله الحرب السلتي ، أُقتبس أصل اسمه من نهر إسينو ، الذي يُفترض أن بلدة Aesa (ايسا) تأسست على شواطئه في الحقبة الرومانية .
وٌهب الاسم الحالي (ايساناتوجليا) في عام 1862، اٌقتبس الاسم من (ايسا) و(الأناضول) ، ليحل محل سانتا الأناضول في العصور الوسطى ، والذي اشتق بدوره من سانت الأناضول ، وهو شهيد مسيحي من القرن الثالث. وتعود تاريخ أول وثيقة معروفة تشير إلى سانتا الأناضول إلى عام 1015، وتأسست دير سانت أنجيلو من قبل كونتي أتو وزوجته بيرتا. وسرعان ما أصبح الدير أهم مؤسسة دينية في المنطقة.
كانت المدينة تحت حكم مالكافالكا حتى عام 1211 ، عندما خلفوا أوتوني دي ماتيليكا. وبعد ثلاث سنوات ، ولمدة ثلاثمائة عام ، سيطرت عائلة دا فارانو على المدينة. وفي ظل حكم دا فارانو ، حافظ سانتا الأناضول على بعض الاستقلالية: وهي أول مجموعة من القواعد القانونية تعود إلى عام 1324. حيث ظلت قلعتهم محصنة ضد الحروب والنهب حتى عام 1443، عندما غزاها فرانشيسكو الأول سفورزا، ولم تفلت دير سانت أنجيلو ومكتبته من بطش الأعداء.
وفي عام 1502 أصبحت جزءًا من الولايات البابوية .

## المعالم السياحية الرئيسية
- إريمو دي سان كاتالدو ؛ كانت في السابق جزءًا من صومعة ، وهي الآن برج حراسة من العصور الوسطى ، وتقع في الجزء العلوي من الجبل المواجه للمدينة.
- Eremo di San Pietro di Esanatoglia ؛ كانت في السابق صومعة على قمة جبل شديد الانحدار.
- سان مارتينو : كنيسة من القرن الثالث عشر إلى الرابع عشر تقع في وسط المدينة
- سان سيباستيانو
- سانتا ماريا مادالينا : كنيسة باروكية
- نافورة سان مارتينو (ربما من القرن الثاني عشر). في عام 1534 أعيد بناؤها بأمر من الكاردينال أليساندرو فارنيزي
- بوابة سانت أندريا

## أشهر شخصيات المدينة
- كارلو ميلانوزي ، ملحن عصر الباروك المبكر

## روابط خارجية
- الموقع الرسمي باللغة الإيطالية
- BellAesa - La Bella Esanatoglia على الويب باللغة الإنجليزية
- إريمو سان كاتالدو باللغة الإنجليزية
- النصب التذكاري لمن سقطوا في الحرب باللغة الإنجليزية
- أنا بورغي بيو بيلي ديتاليا باللغة الإيطالية
- Corsi di parapaendio e voli بالترادف مع sul Monte Gemmo ، Esanatoglia باللغة الإيطالية